# サスペンダーズの馬場歩き
『サスペンダーズの馬場歩き』（サスペンダーズのばばあるき）は、 2023年4月7日から2024年3月30日までTBSラジオ制作で放送されていた、お笑いコンビ・サスペンダーズ（古川彰悟、依藤たかゆき）がパーソナリティを担当するラジオ番組。

## 概要
2022年12月18日深夜に「マイナビ Laughter Night 第8回チャンピオンLIVE」優勝特典として特番が放送され、2023年4月より「マイナビ Laughter Night」後半30分枠でレギュラー番組として放送されている。タイトルの「馬場歩き」とは早稲田大学の学生用語で、早稲田大学キャンパスと高田馬場を徒歩で移動すること。

## 放送時間
- 土曜 0:30 - 1:00（金曜深夜）（2023年4月 - マイナビLaughter Night内・後半枠）

## コーナー
ワンナイト英会話
好きな人を口説く時に使える英文を募集するコーナー。
メガネあるある
依藤に聞きたい10のコト
遅刻あるある
依藤vs古川軍 ダメ人間論破王
人情味のある怒り方